# Gyrtona dorsomaculata
Gyrtona dorsomaculata là một loài bướm đêm trong họ Noctuidae.